# Geogemma
Genre
Espèces de rang inférieur
- Geogemma indica
- Geogemma pacifica

Geogemma est un genre d'archées de la famille des Pyrodictiaceae.